# 三皇炮捶
三皇炮捶（さんこうほうずい）は北京および山西地方伝承する中国伝統の武術門派である。
特に清朝の首都北京においては隆盛を誇った。この流派は始め清朝の神機営で採用され、後に会友镖局と言う北京最大の民間警備会社においても採用された事が有名な門派である。
スタイルとしては伝統的な「宋派」と独自のスタイルを持つ「干派」の2系統がある。
| サブスタブ | この項目は、まだ閲覧者の調べものの参照としては役立たない、書きかけの項目です。この項目を加筆・訂正などしてくださる協力者を求めています。このテンプレートは分野別のサブスタブテンプレートやスタブテンプレート（Wikipedia:分野別のスタブテンプレート参照）に変更することが望まれています。 |